# Kathleen Beller

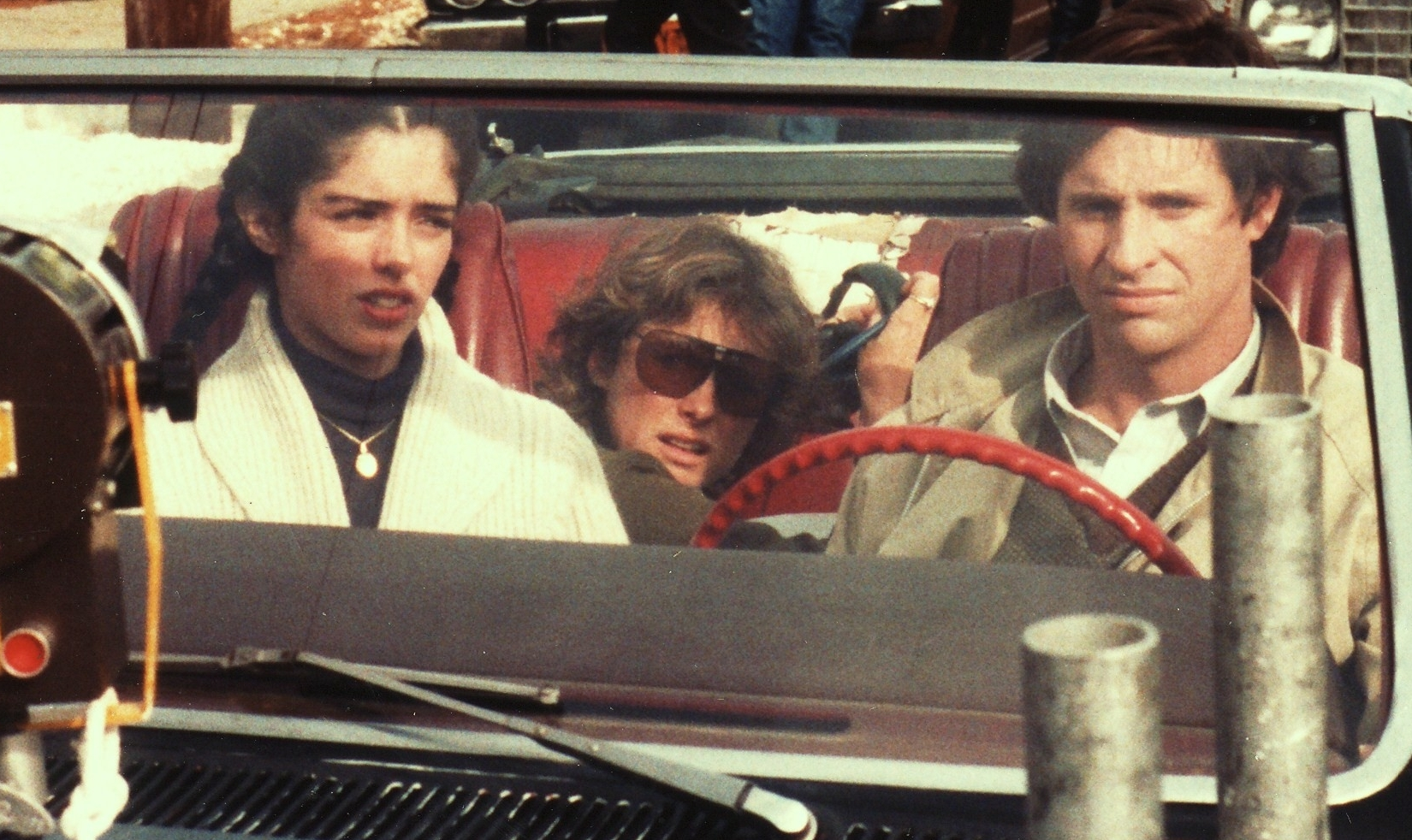
Kathleen Beller i Robert Hays na planie zdjęciowym filmu Touched (1982)

Kathleen „Kathy” Beller (ur. 19 lutego 1956 w Westchester) – amerykańska aktorka telewizyjna i filmowa.

## Życiorys

### Wczesne lata
Urodziła się w Westchester jako córka nauczyciela matematyki szkoły średniej i psychiatrycznej pracownicy socjalnej. W wieku trzynastu lat uczyła się sztuki dramatycznej w Bristol. 

### Kariera
Po raz pierwszy na małym ekranie wystąpiła jako Liza Kendall w operze mydlanej CBS Search for Tomorrow (W poszukiwaniu jutra, 1971-74), po czym przeprowadziła się do Los Angeles i zadebiutowała w kinowym sequelu znanego dramatu gangsterskiego Francisa Forda Coppoli Ojciec chrzestny II (The Godfather: Part II, 1974) u boku Roberta De Niro i Jamesa Caana. Wkrótce potem pojawiła się w serialach ABC – Baretta (1975), Supergwiazda Bert D’Angelo (Bert D’Angelo/Superstar, 1976), Sześcio-milionowo-dolarowy człowiek (The Six Million Dollar Man, 1977), Najbardziej poszukiwany (Most Wanted, 1977) oraz serialach CBS – Hawaii Five-O (1975), Centrum medyczne (Medical Center, 1976), Barnaby Jones (1977). Znalazła się też w obsadzie telewizyjnego dramatu sportowego CBS Kwestia odwagi (Something for Joey, 1977) o relacjach uznanego futbolisty (Marc Singer) ze swoim młodszym bratem chorym na białaczkę.
Niebawem zagrała w hollywoodzkim pastiszu muzycznym Ale kino (Movie Movie, 1978) z Barrym Bostwickiem i Harrym Hamlinem i wcieliła się w tytułową postać w dramacie na podstawie bestsellera Harolda Robbinsa Betsy (The Betsy, 1978) u boku Laurence’a Oliviera, Roberta Duvalla, Katharine Ross, Tommy’ego Lee Jonesa i Lesley-Anne Down. Kreacja walczącej z nowotworem złośliwym młodej pacjentki z nieco cynicznym i zuchwałym podejściem w dramacie Obietnice w mroku (Promises in the Dark, 1979) przyniosła jej uznanie krytyków i nominację do nagrody Złotego Globu. 
Była ekranową partnerką Paula Newmana w dramacie sensacyjno-przygodowym Fort Apache, Bronx (Fort Apache the Bronx, 1981). Wystąpiła w roli księżniczki Alany w filmie przygodowym fantasy Miecz i czarnoksiężnik (The Sword and the Sorcerer, 1982) z Simonem MacCorkindale. Trafiła do miniserialu CBS W imię honoru (The Blue and the Gray, 1982) z Gregorym Peckiem jako Abrahamem Lincolnem, Lloydem Bridgesem i Davidem Doyle’em. W dramacie CBS Walc w obłokach (Cloud Waltzing, 1987) zagrała główną rolę niezależnej dziennikarki Meredith Tolliver. Trafiła potem do obsady serialu Paramount Zwierzyniec Bronksu (The Bronx Zoo, 1987-88). Jednak sławę międzynarodową zawdzięcza przede wszystkim kreacji nieszczęśliwej Kirby Alicii Anders Colby w operze mydlanej ABC Dynastia (Dynasty, 1982-84) i sequelu Aaron Spelling Productions Dynastia: Pojednanie (Dynasty: The Reunion, 1991). 
Była na okładce albumu Thomasa Dolby’ego Aliens Ate My Buick (1988). Projektowała okładkę płyty Dolby’ego A Map of the Floating City (2011).

### Życie prywatne
W latach 1980–1986 była mężatką z Michaelem Hoitem. 2 lipca 1998 poślubiła muzyka Thomasa Dolby’ego. Mają dwie córki – Lilian (ur. 1991) i Talię Claire (ur. 4 lutego 1993) oraz syna Grahama (ur. 1995).

## Filmografia

### Filmy fabularne
- 1974: Ojciec chrzestny II (The Godfather: Part II) jako dziewczyna w 'Senza Mamma'
- 1975: Crime Club (TV) jako Pam Agostino
- 1977: Mary White (TV) jako Mary White
- 1977: Kwestia odwagi (Something for Joey, TV) jako Jean Cappelletti
- 1978: Betsy (The Betsy) jako Betsy Hardeman
- 1978: Ale kino (Movie Movie) jako Angie Popchik
- 1979: Obietnice w mroku (Promises in the Dark) jako Elizabeth (Buffy) Koenig
- 1981: Fort Apache, Bronx (Fort Apache the Bronx) jako Theresa
- 1982: Miecz i czarnoksiężnik (The Sword and the Sorcerer) jako Alana
- 1983: Touched jako Jennifer
- 1989: Time Trackers jako R.J. Craig
- 1991: Dynastia: Pojednanie (Dynasty: The Reunion, TV) jako Kirby Anders

### Seriale TV
- 1971-74: Search for Tomorrow (Search for Tomorrow) jako Liza Walton Kaslo Sentell Kendall
- 1975: Baretta jako Carla
- 1975: Hawaii Five-O jako Elena Mendoza
- 1976: Medical Center jako Sharon
- 1976: Visions jako Ruth Schwartz
- 1977: The Six Million Dollar Man jako Little Deer
- 1977: Barnaby Jones jako Julie Enright
- 1982: W imię honoru (The Blue and the Gray) jako Kathy Reynolds
- 1982-84: Dynastia (Dynasty) jako Kirby Anders
- 1985: Napisała: Morderstwo - odc. Funeral at Fifty-Mile jako Mary Carver
- 1987-88: Zwierzyniec Bronksu (The Bronx Zoo) jako Mary Caitlin Callahan
- 1989: Napisała: Morderstwo - odc. Upiór w operze (When the Fat Lady Sings) jako Maria Deschier